# NGC 1615
NGC 1615 este o galaxie lenticulară situată în constelația Taurul. A fost descoperită în 5 ianuarie 1878 de către Édouard Stephan⁠(d).